# ماریا تلکش
ماریا تِلکِش (مجاری: Mária Telkes؛ زاده ۱۲ دسامبر ۱۹۰۰ درگذشته ۲ دسامبر ۱۹۹۵) یک فیزیک‌دان و مخترع اهل مجارستان بود که روی انرژی خورشیدی کار کرد.
او در موسسه فناوری ماساچوست بر روی ذخیره انرژی خورشید با استفاده از سدیم سولفیت کار کرد. در طول جنگ جهانی دوم ابزار تقطیر با انرژی خورشیدی ساخت که جان تعداد زیادی خلبان و ملوان را نجات داد. هدف او تولید ابزاری برای استفاده در مناطق روستایی فقیر و مناطق خشک بود.
او بیش از بیست اختراع ثبت کرده است.